# Dusona major
Dusona major är en stekelart som först beskrevs av Cresson 1879.  Dusona major ingår i släktet Dusona och familjen brokparasitsteklar. Inga underarter finns listade i Catalogue of Life.